# Cantons de l'Oise
Els Cantons de l'Oise (Alts de França) són 41 i s'agrupen en 4 districtes:
- Districte de Beauvais (14 cantons, cap a la prefectura de Beauvais): cantó d'Auneuil - cantó de Beauvais-Nord-Est - cantó de Beauvais-Nord-Oest - cantó de Beauvais-Sud-Oest - cantó de Chaumont-en-Vexin - cantó de Le Coudray-Saint-Germer - cantó de Crèvecœur-le-Grand - cantó de Formerie - cantó de Grandvilliers - cantó de Marseille-en-Beauvaisis - cantó de Méru - cantó de Nivillers - cantó de Noailles - cantó de Songeons

- Districte de Clermont (7 cantons, cap a la sostprefectura de Clermont-de-l'Oise): cantó de Breteuil - cantó de Clermont - cantó de Froissy - cantó de Liancourt - cantó de Maignelay-Montigny - cantó de Mouy - cantó de Saint-Just-en-Chaussée

- Districte de Compiègne (10 cantons, cap a la sotsprefectura de Compiègne): cantó d'Attichy - cantó de Compiègne-Nord - cantó de Compiègne-Sud-Est - cantó de Compiègne-Sud-Oest - cantó d'Estrées-Saint-Denis - cantó de Guiscard - cantó de Lassigny - cantó de Noyon - cantó de Ressons-sur-Matz - cantó de Ribécourt-Dreslincourt

- Districte de Senlis (10 cantons, cap a la sotsprefectura de Senlis): cantó de Betz - cantó de Chantilly - cantó de Creil-Nogent-sur-Oise - cantó de Creil-Sud - cantó de Crépy-en-Valois - cantó de Montataire - cantó de Nanteuil-le-Haudouin - cantó de Neuilly-en-Thelle - cantó de Pont-Sainte-Maxence - cantó de Senlis